# Diocèse de Prince Albert

Emplacement du diocèse.

Le diocèse de Prince Albert (aussi orthographié diocèse de Prince-Albert) est un diocèse latin situé dans la province ecclésiastique de Regina en Saskatchewan au Canada.

## Histoire
Le vicariat apostolique de la Saskatchewan a été érigé le 4 juin 1891 par détachement du territoire de l'archidiocèse de Saint-Boniface. Le vicariat apostolique a été érigé en diocèse le 2 décembre 1907 et adopta le nom de Prince-Albert. Le 30 avril 1921, il adopta le nom de Prince-Albert-Saskatoon. Le 6 mai 1921, l'abbaye territoriale de Saint-Pierre de Muenster se détacha du diocèse ; elle fait aujourd'hui partie du diocèse de Saskatoon. Le 9 juin 1933, le diocèse de Prince-Albert-Saskatoon fut divisé en deux diocèses : Prince-Albert et Saskatoon.
La cathédrale épiscopale du diocèse est la cathédrale du Sacré-Cœur, à Prince Albert, en Saskatchewan. Elle possède également le sanctuaire national de la Petite Fleur (sainte Thérèse de Lisieux), à Wakaw, en Saskatchewan.

## Ordinaires
- Albert Pascal (1891-1920), également évêque titulaire de Mosynople (de)
- Henri-Jean-Marie Prud’homme (1921-1937)
- Réginald Duprat (1938-1952), nommé évêque titulaire de Trémitonte (de)
- Léo Blais (1952-1959)
- Laurent Morin (1959-1983)
- Réginald Duprat (de) (1983-2008)
- Albert Privet Thévenot (de) (2008-2021)
- Stephen Hero (en) (2021- )

## Source
- (en) Cet article est partiellement ou en totalité issu de l’article de Wikipédia en anglais intitulé « Roman Catholic Diocese of Prince Albert » (voir la liste des auteurs).